# هیرونوری تاکی
هیرونوری تاکی (ژاپنی: 滝 裕徳؛ زادهٔ ۷ ژوئن ۱۹۸۶) یک بازیکن فوتبال اهل ژاپن است.
از باشگاه‌هایی که در آن بازی کرده‌است می‌توان به باشگاه فوتبال فاگیانو اوکایاما اشاره کرد.